# Silver Lake (Alaska)
Silver Lake (en español «Lago Plateado») es un lago situado en el parque nacional y reserva Wrangell-San Elías, concretamente en el censo designado de Chitina, en el área censal de Valdez–Cordova, Alaska, Estados Unidos.

## Localización
Para acceder al lago se sigue la McCarthy Road hasta la milla 10,7.

## Características
El lago es popular para la práctica de la pesca, pues abundan las truchas.

## Galería de imágenes

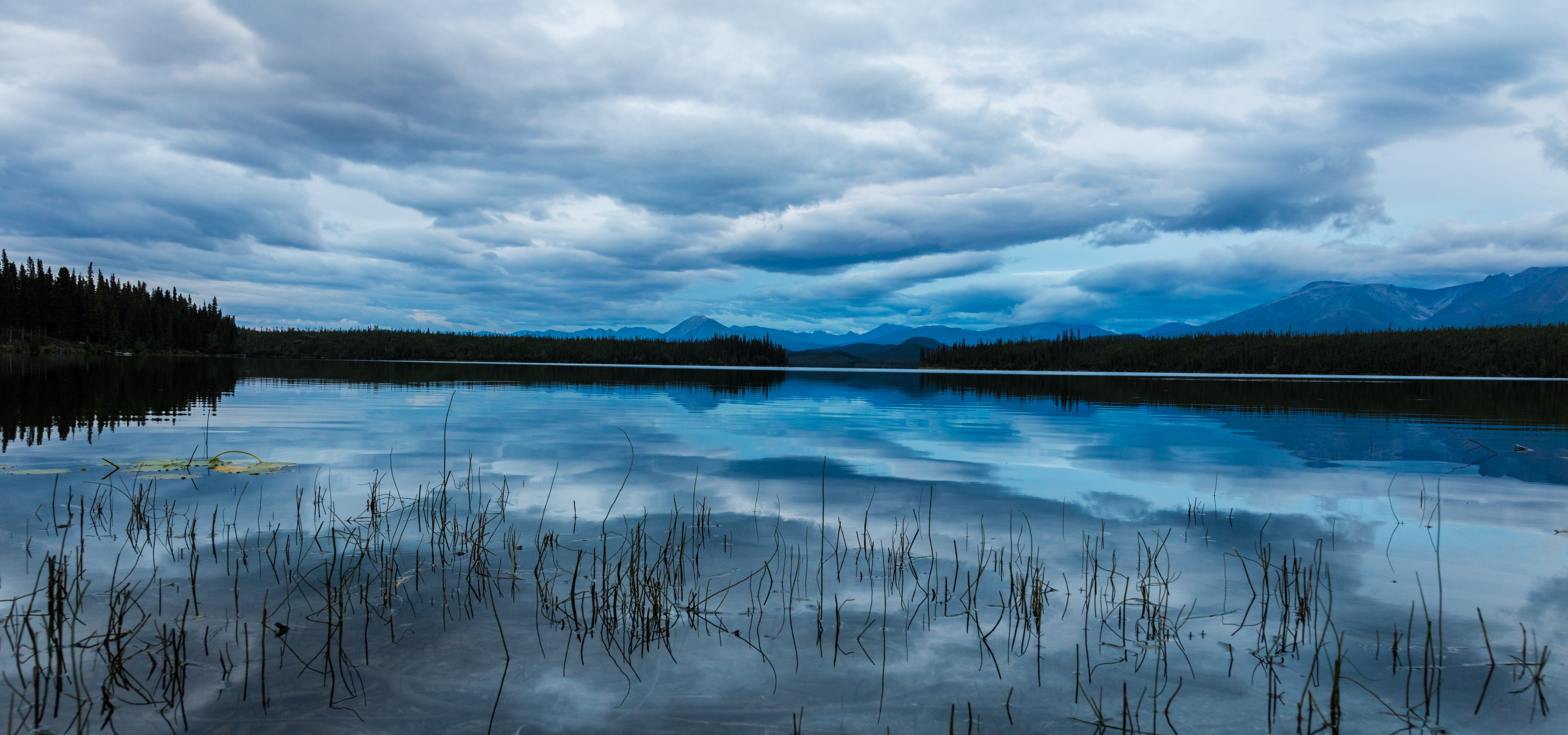
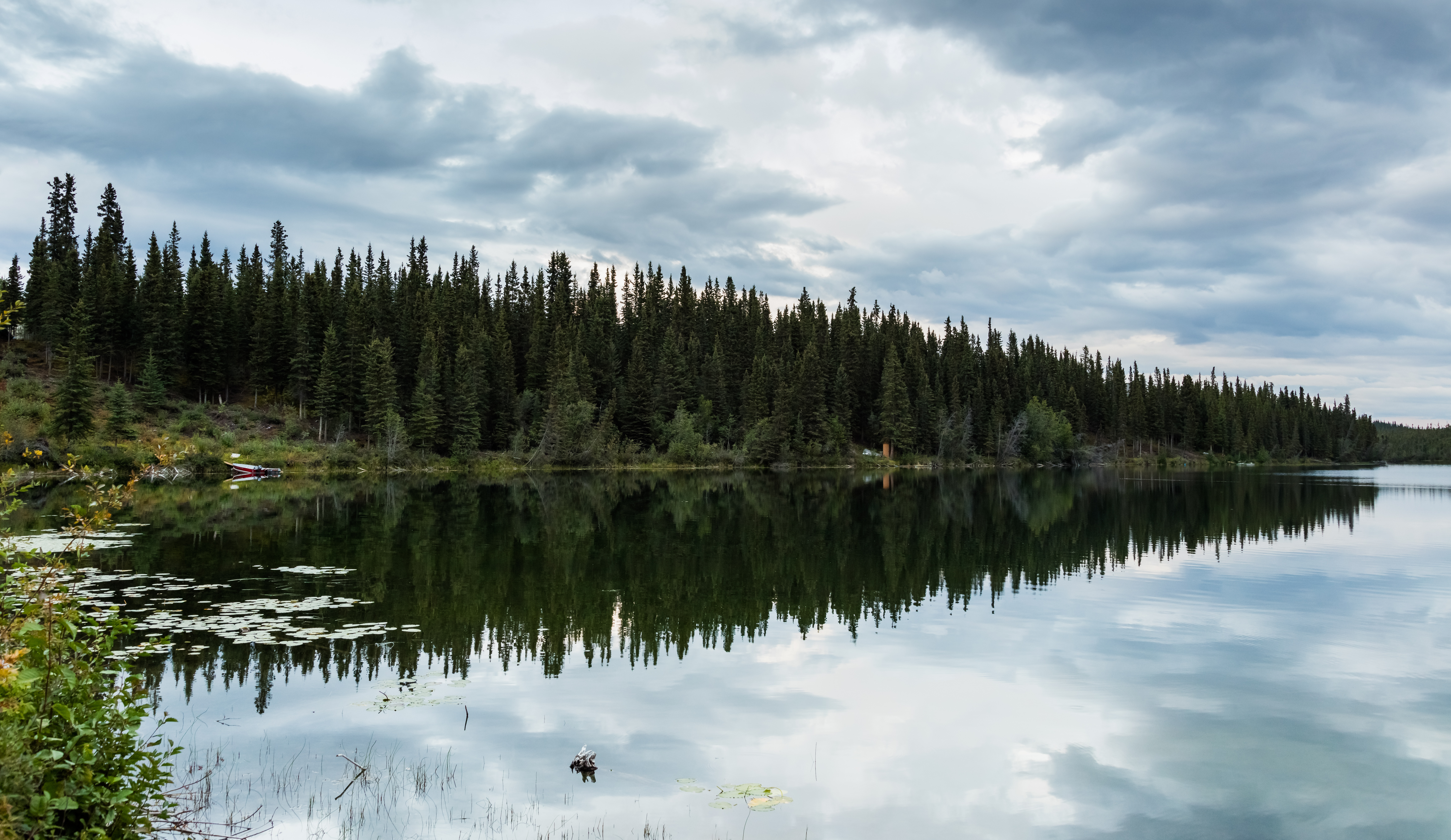
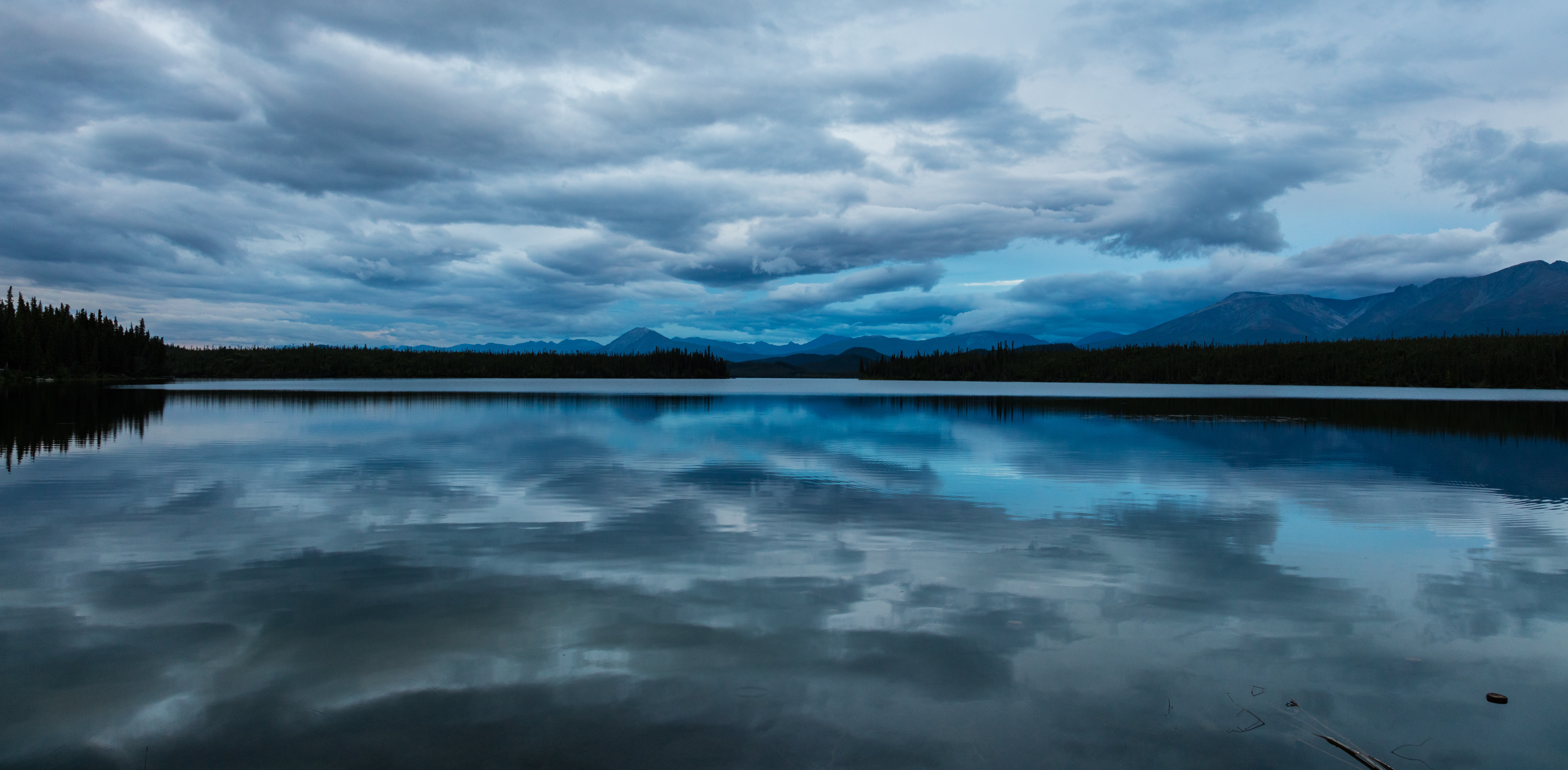
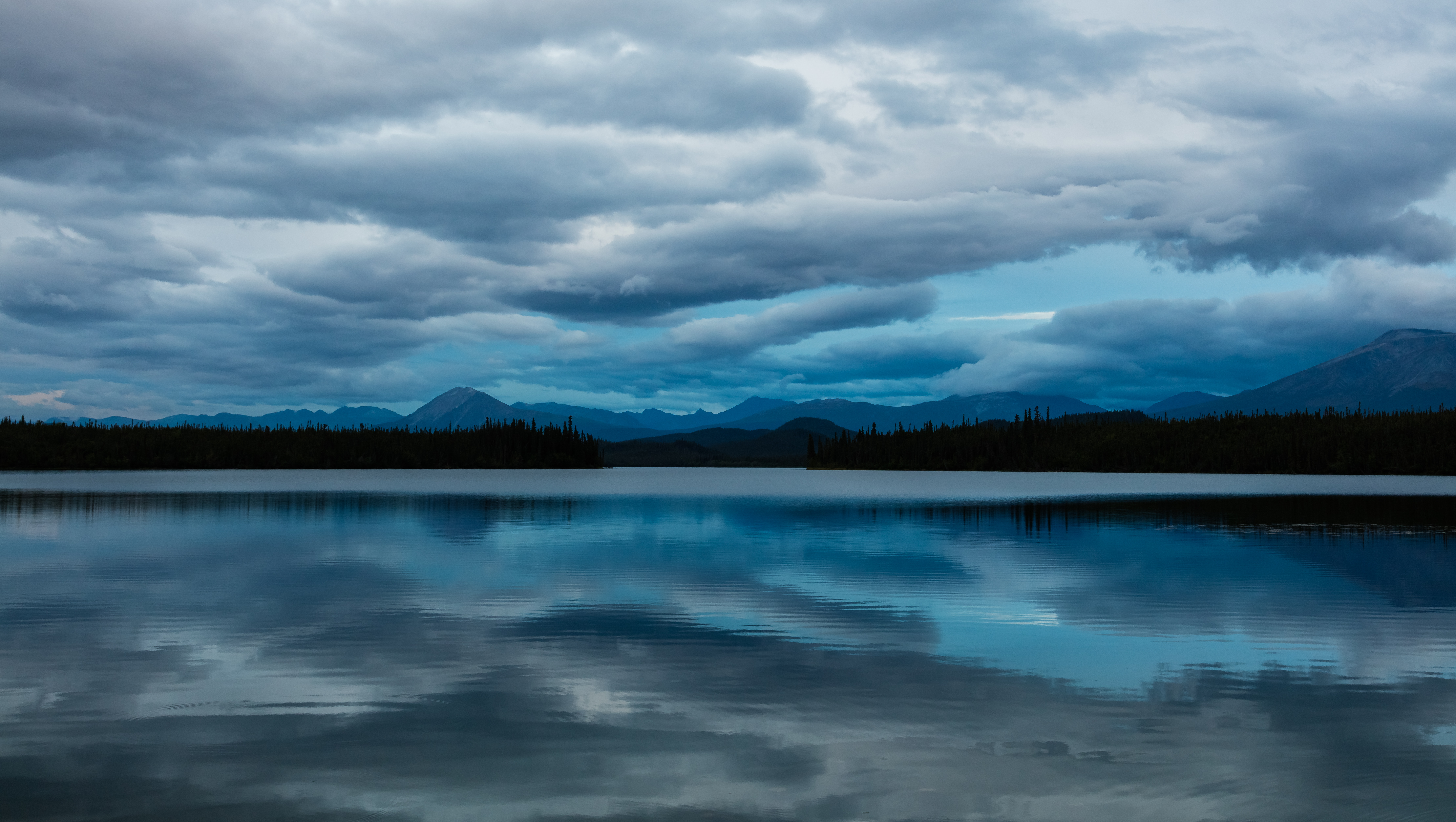